# Richard Wahl
Richard Wahl, född 4 december 1906, död 1 november 1982, var en tysk fäktare.
Wahl blev olympisk bronsmedaljör i florett och i sabel vid sommarspelen 1936 i Berlin.